# 37117 Narciso
37117 Narciso é um centauro, com a designação provisória 2000 VU2. Foi descoberto por William Kwong Yu Yeung em 1 de novembro de 2000.